# Joel Meyerowitz
Pour les articles homonymes, voir Meyerowitz.
Joel Meyerowitz, né le 6 mars 1938 à New York, dans le quartier du Bronx, est un photographe de rue américain. Il vit et travaille à New York.

## Biographie
D'abord directeur artistique d'une agence de publicité, il commence sa carrière de photographe de rue en 1962, après une rencontre décisive avec le photographe Robert Frank. Il est considéré comme l'un des pionniers de la photographie couleur à une époque où domine la photographie noir et blanc,.
Meyerowitz a photographié les conséquences de l'attaque du 11 septembre 2001 sur le World Trade Center à New York, où il a été le seul photographe autorisé à accéder sans restriction au Ground Zero immédiatement après l'attaque. Il publie sur le sujet l'ouvrage Aftermath : World Trade Center Archive en 2006.

## Livres
Années 1970
- Cape Light : color photographs, Boston, Museum of Fine Arts, 1979  (ISBN 9780878461325).

Années 1980
- St Louis & the Arch (1981)
- A Summer's Day (1985)
- Wild Flowers (1986)
- The Arch (1988)

Années 1990
- Creating a sense of place (1990)
- Redheads (1991)
- The Nutcracker (1993)
- Bay / Sky (1993)
- At the Water's Edge (1993)
- Bystander: A History of Street Photography (1994)
- La natura delle città (1995)

Années 2000
- Tuscany, 2003.
- Aftermath : World Trade Center Archive, Londres, Phaidon, 2006, 349 p.  (ISBN 0-71484-655-4).

édition française : Lendemains : les archives du World Trade Center, Paris, Phaidon, 2006, 349 p  (ISBN 9780714896816).
réédition en anglais : Aftermath : World Trade Center Archive, New York, Phaidon Press, 2011  (ISBN 9780714862125).
- Out of the Ordinary 1970-1980, Rotterdam, Episode, 2007  (ISBN 90-5973-067-4).

Années 2010
- Legacy: The Preservation of Wilderness in New York City Parks, New York, Aperture, 2009  (ISBN 1-59711-122-8).
- Between the Dog and the Wolf, Kamakura, Japon, Super Labo, 2013.
- Where i find myself, Laurence King Publishing, 2018.

édition française : Rétrospection, Paris, Textuel, 2018, 352 p.  (ISBN 978-2-84597-693-1).
Années 2020
- How I Make Photographs, Londres, Phaidon, 2020.
- Wild Flowers (nouvelle édition), Bologne, Damiani Books, 2021.
- Redheads (nouvelle édition), 2022
- The Pleasure of Seeing. Conversations with Joel Meyerowitz on Sixty years in the Life of Photography, Bologne, Damiani Books, 2023.

## Récompenses et distinctions
- 1987 : Prix Higashikawa
- 2012 : médaille du centenaire de la Royal Photographic Society[6]
- 2017 : Prix Leica Hall of Fame [7]

## Expositions
- 3 août - 29 septembre 1968 : My European Trip. Photographs from the Car by Joel Meyerowitz, Museum of Modern Art (MoMA), New York[8].
- 7 - 27 juillet 1977 : Rencontres d'Arles.
- 1979 : galerie Zabriskie, Paris[9].
- 3 octobre 2006 - 14 janvier 2007 : Joel Meyerowitz, out of the ordinary, 1970-1980, Hôtel de Sully, Paris[10],[11].
- 23 janvier - 7 avril 2013 : Joel Meyerowitz. Une rétrospective, Maison européenne de la photographie, Paris[12],[13],[3].
- 13 octobre 2015 - 1er février 2016 : Morandi's objects. Photographs by Joel Meyerowitz, Spazio Damiani, Bologne[14],[15].
- 3 juillet - 24 septembre 2017 : Joël Meyerowitz. Early Works, Salle Henri-Comte, Rencontres d'Arles[16].
- 14 septembre - 16 décembre 2023  : Meyerowitz. Une rétrospective, exposition pour célébrer le 85e anniversaire du photographe, Galerie Noack, Berlin[17],[18].
- 1er juin - 1er octobre 2024 : exposition au Festival Photo La Gacilly, France[19].
- 15 juin – 15 décembre 2024 : Joël Meyerowitz. Europa, Musée Picasso, Malaga[20].